# Siófok tömegközlekedése

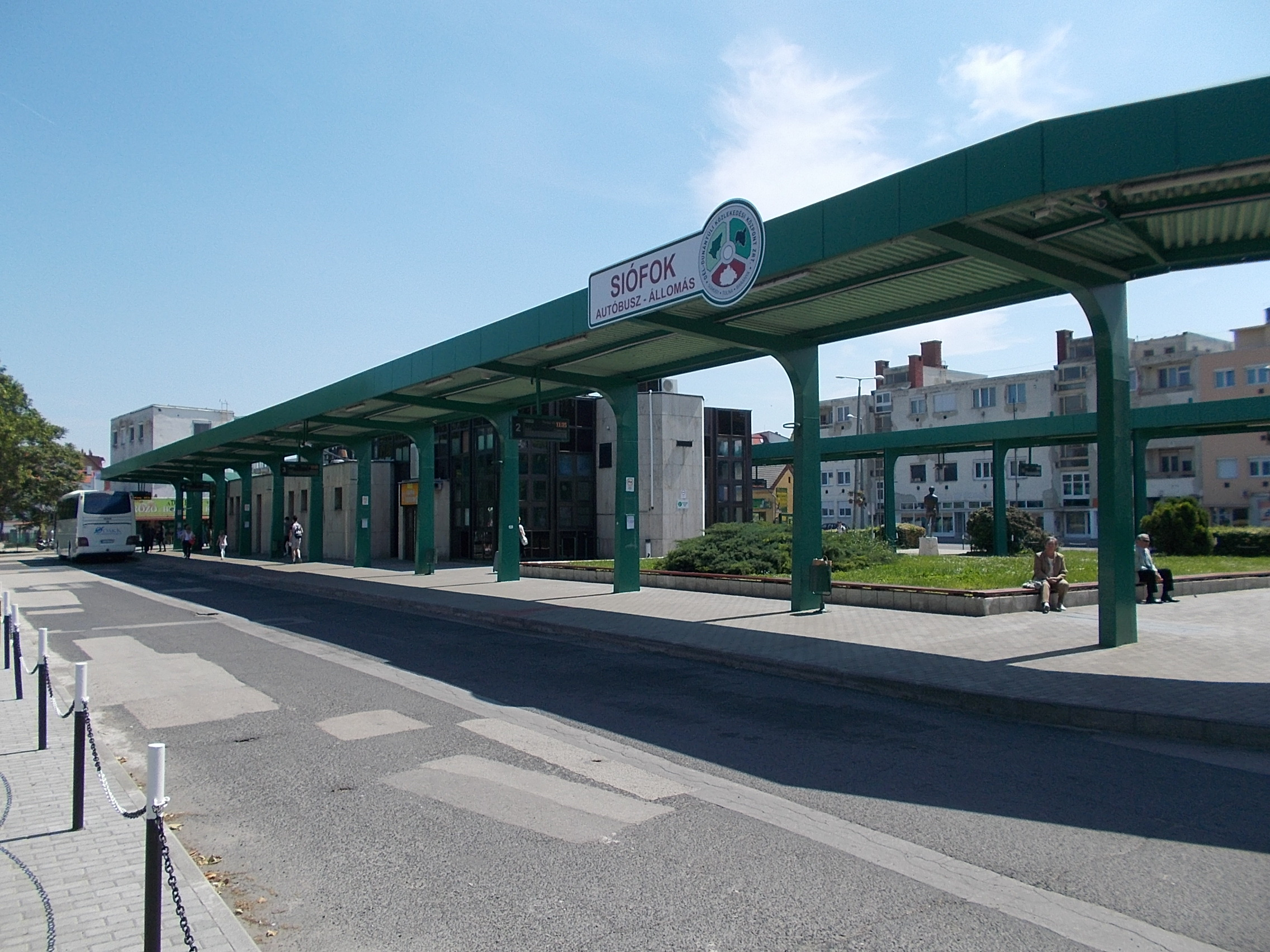
A siófoki buszpályaudvar

Siófok tömegközlekedéséről a Volánbusz gondoskodik 10 vonalon.

## Története
Az 1904-ben épült, majd 1987-ben felújított Siófok vasútállomás mellett 1985-ben adták át az autóbusz-pályaudvart.

## Járműpark
- 4 darab Credo EN 12 típusú részben alacsony padlós autóbusz (2013)
- 1 darab NABI-Optare Solo típusú részben alacsony padlós autóbusz

## Vonalak
A partmenti helyi autóbuszjáratok a nyári hónapokban gyakrabban közlekednek.

### Jelenlegi vonalak
| Jel | Viszonylat                                             | Státusz              | Közlekedik              |
| --- | ------------------------------------------------------ | -------------------- | ----------------------- |
| 1   | Autóbusz-állomás - Széplak alsó                        | nyáron aktív         | július 10-szeptember 1. |
| 2   | Autóbusz-állomás – Nyaralótelep                        | szezonon kívül aktív | szeptember 2-július 9.  |
| 2K  | Autóbusz-állomás – Sóstó, kemping                      | aktív                | egész évben             |
| 3   | Autóbusz-állomás – VOLÁN-telep                         | aktív                | egész évben             |
| 4   | Autóbusz-állomás – Béke tér                            | aktív                | egész évben             |
| 7   | Autóbusz-állomás – Töreki, alsó                        | aktív                | egész évben             |
| 16  | Autóbusz-állomás → Egry József utca → Autóbusz-állomás | szezonon kívül aktív | szeptember 2-július 9.  |
| 61  | Autóbusz-állomás → Egry József utca → Autóbusz-állomás | szezonon kívül aktív | szeptember 2-július 9.  |
| 64  | Autóbusz-állomás – Szeptember 6. tér                   | aktív                | július 10-szeptember 1. |

### Megszűnt vonalak
| Jel | Viszonylat                           | Státusz  | Megjegyzés |
| --- | ------------------------------------ | -------- | ---------- |
| 5   |                                      | megszűnt |            |
| 12  | Széplak, alsó → Sóstó, kemping       | megszűnt |            |
| 14  | Autóbusz-állomás - Szeptember 6. tér | megszűnt |            |
| 21  | Sóstó, kemping → Széplak alsó        | megszűnt |            |